# Alex Lee
Alex Lee (n. 16 martie 1970, Bristol, Anglia, Regatul Unit) este un muzician britanic, cunoscut cel mai bine pentru colaborările sale cu Suede și Placebo.

## Cariera
Lee a cântat la chitară și claviatură pentru trupa The Blue Aeroplanes, pe care a părăsit-o apoi pentru a se alătura celor de la Strangelove. Ulterior, a fost recrutat de către formația de britpop Suede pentru a-i însoți în turneul de promovare al albumului Head Music, lansat în 1999. Mai târziu, Lee a devenit membru permanent al formației, împreună cu care a lansat în 2002 albumul A New Morning, ultimul din cariera trupei.
În 2006, Lee a însoțit formația Placebo în turneul de promovare al albumului acestora din urmă, Meds, și a fost alături de ei până la încheierea turneului, în anul 2007. A contribuit la chitară la cinci piese de pe albumul Seventh Tree al celor de la Goldfrapp, lansat în 2008, și în acest moment îi însoțește în turneul de promovare.
Lee a a compus coloane sonore de film și televiziune, a lucrat ca muzician de studio, compozitor și producător pentru diferite proiecte (de la muzică pop până la experimental).